# Shire of Ngaanyatjarraku
Shire of Ngaanyatjarraku is een lokaal bestuursgebied (LGA) in de regio Goldfields-Esperance in West-Australië.
In 2021 telde Shire of Ngaanyatjarraku 1.358 inwoners. 85 % van de bevolking is van inheemse afkomst. De hoofdplaats is Warburton.